# Glypta consimilis
Glypta consimilis är en stekelart som beskrevs av Holmgren 1860. Glypta consimilis ingår i släktet Glypta och familjen brokparasitsteklar. Arten är reproducerande i Sverige. Utöver nominatformen finns också underarten G. c. parvula.